# Juho Lammikko
Juho Lammikko, född 29 januari 1996, är en finländsk professionell ishockeyforward som är kontrakterad till Florida Panthers i National Hockey League (NHL) och spelar för Springfield Thunderbirds i American Hockey League (AHL). Han har tidigare spelat för Ässät i Liiga, Portland Pirates i AHL och Kingston Frontenacs i Ontario Hockey League (OHL).
Lammikko draftades i tredje rundan i 2014 års draft av Florida Panthers som 65:e spelare totalt.

## Statistik
| 2013–2014    | Ässät                    | Liiga        | 20  | 0  | 1  | 1  | 0  | —  | — | — | — | —  |
| 2014–2015    | Kingston Frontenacs      | OHL          | 64  | 18 | 26 | 44 | 36 | 4  | 1 | 1 | 2 | 8  |
| 2015–2016    | Ässät                    | Liiga        | 5   | 2  | 0  | 2  | 4  | —  | — | — | — | —  |
|              | Kingston Frontenacs      | OHL          | 59  | 22 | 33 | 55 | 51 | 9  | 3 | 4 | 7 | 6¨ |
|              | Portland Pirates         | AHL          | 1   | 0  | 0  | 0  | 2  | —  | — | — | — | —  |
| 2016–2017    | Springfield Thunderbirds | AHL          | 47  | 6  | 5  | 11 | 24 | —  | — | — | — | —  |
| 2017–2018    | Springfield Thunderbirds | AHL          | 59  | 8  | 20 | 28 | 16 | —  | — | — | — | —  |
| 2018–2019    | Florida Panthers         | NHL          | 1   | 0  | 0  | 0  | 0  | —  | — | — | — | —  |
|              | Springfield Thunderbirds | AHL          | 1   | 0  | 0  | 0  | 2  | —  | — | — | — | —  |
| NHL totalt   | NHL totalt               | NHL totalt   | 1   | 0  | 0  | 0  | 0  | —  | — | — | — | —  |
| Liiga totalt | Liiga totalt             | Liiga totalt | 25  | 2  | 1  | 3  | 4  | —  | — | — | — | —  |
| AHL totalt   | AHL totalt               | AHL totalt   | 108 | 14 | 25 | 39 | 44 | —  | — | — | — | —  |
| OHL totalt   | OHL totalt               | OHL totalt   | 123 | 40 | 59 | 99 | 87 | 13 | 4 | 5 | 9 | 14 |

### Internationellt
| Källa: Uppdaterad: 2018-10-12 | Källa: Uppdaterad: 2018-10-12 | Källa: Uppdaterad: 2018-10-12 |         | Utv = Utvisningsminuter | Utv = Utvisningsminuter | Utv = Utvisningsminuter | Utv = Utvisningsminuter | Utv = Utvisningsminuter |
| År                            | Lag                           | Mästerskap                    | Matcher | Mål                     | Assists                 | Poäng                   | Utv                     |                         |
| ----------------------------- | ----------------------------- | ----------------------------- | ------- | ----------------------- | ----------------------- | ----------------------- | ----------------------- | ----------------------- |
| 2013                          | Finland                       | Ivan Hlinka                   | 4       | 3                       | 3                       | 6                       | 6                       |                         |
| 2014                          | Finland                       | U18-VM                        | 5       | 2                       | 4                       | 6                       | 2                       |                         |
| 2016                          | Finland                       | JVM                           | 7       | 0                       | 0                       | 0                       | 2                       |                         |
| Junior totalt                 | Junior totalt                 | Junior totalt                 | 16      | 5                       | 7                       | 12                      | 10                      |                         |